# Kohlbach (Ammer, Ettal)
Der Kohlbach ist ein Bach in den Ammergauer Alpen im Ettaler Forst und auf dem Gebiet der Gemeinde Ettal im Landkreis Garmisch-Partenkirchen in Bayern. Er ist etwa 7 Kilometer lang, hat ein Einzugsgebiet von etwa 6 Quadratkilometern und mündet am Ende des Graswangtals von links in die Ammer.

## Verlauf

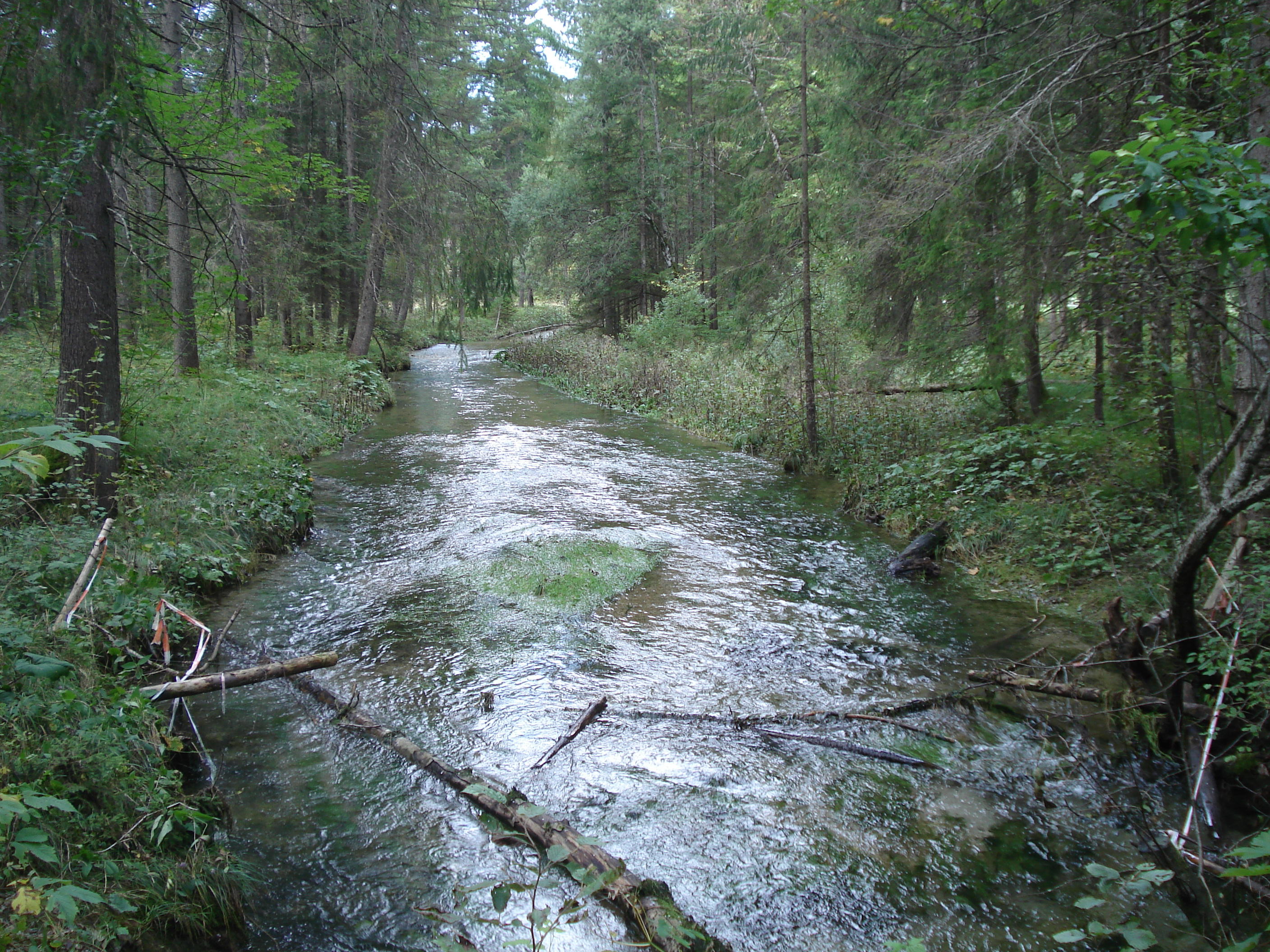
Der Kohlbach nahe seiner Mündung

Der Kohlbach entspringt als Kälberalpgraben auf der Kälberalm  südlich des Gipfels des Laubeneck auf einer Höhe von etwa 1440 m ü. NHN. Er fließt  über einige Fallstufen nach Süden. Im Graswangtal wechselt er seine Fließrichtung nach Osten und wird von da an Kohlbach genannt. Er verläuft parallel zur Linder in einem Waldgebiet durch das Kohlbachtal, das durch einen südlich des Kohlbachs zwischen ihm und der Linder liegenden Höhenzug begrenztes ist. Der Kohlbach fließt nördlich an Graswang vorbei und nähert sich dahinter dem Flussbett der Linder an einer Stelle bis auf 30 Meter. Im weiteren Verlauf schlängelt er sich durch den Talgrund, wobei er durch kleinere Quellen verstärkt wird, in deren Wasser kann man das Aufsteigen von Blasen beobachten kann. Dieses Wasser stammt zum Teil aus der Versickerungsstrecke der Linder zwischen Linderhof und Graswang. Nördlich der Großen Ammerquellen mündet der Kohlbach auf einer Höhe von etwa 846 m ü. NHN. von links in die Ammer.

## Fauna
In den Waldgebieten am Kohlbach kann am Wasser sporadisch der Eisvogel (Alcedo athis) und regelmäßig die Wasseramsel (Cinclus cinclus) beobachtet werden.